# Roca ígnia
Les roques ígnies o magmàtiques són les roques que s'han format a partir del refredament d'un magma. Roca que prové de la consolidació d'un magma, d'un material fos o parcialment fos. Roca formada pel refredament i la consolidació de magmes existents a pressió i temperatures elevades a l'interior de la Terra. Les roques ígnies poden ser efusives (es troben normalment en forma de colades que recobreixen extensions de la superfície terrestre) o intrusives (es poden consolidar en profunditat formant masses). Es poden classificar dins d'una sèrie que va des de les més àcides a les més bàsiques: riolites, traquites, andesites, basalts i limburgites. Els dipòsits de molts metalls i minerals econòmicament rendibles estan associats a les roques ígnies.
Un magma és un fos de composició silicatada fonamentalment format per una fracció líquida (composició silicatada) i en menor proporció presenta una fracció gasosa (habitualment aigua, diòxid de carboni, i altres gasos com el sulfur d'hidrogen, clorur d'hidrogen, etc.) i una fracció sòlida (habitualment minerals silicatats). Els magmes es formen fonamentalment a l'astenosfera i la seva formació està associada a la tectònica de plaques. També es poden formar pels plomalls de calor generats al mantell en els anomenats hot spots o punts calents.
Les roques ígnies, o magmàtiques, són les que resulten de la solidificació de material rocós fos, els magmes; aquests es formen per la fusió de roques a la base de l'escorça terrestre o al mantell i tendeixen a ascendir cap a zones més superficials de l'escorça, en tenir una densitat menor que les roques on s'encaixen. Les roques ígnies són constituïdes per minerals del grup dels silicats. Les roques plutòniques són formades per cristalls de mides regulars, generalment identificables a ull nu, és a dir, tenen textura granular; aquesta és indicativa del refredament lent dels magmes, donant temps als cristalls minerals per a créixer. Les roques volcàniques i les hipoabissals solen tenir cristalls relativament grans i aïllats, que es destaquen en una massa de cristalls de mida molt petita, la matriu; aquesta textura, anomenada porfírica o microgranular, és indicativa d'un refredament molt més ràpid.

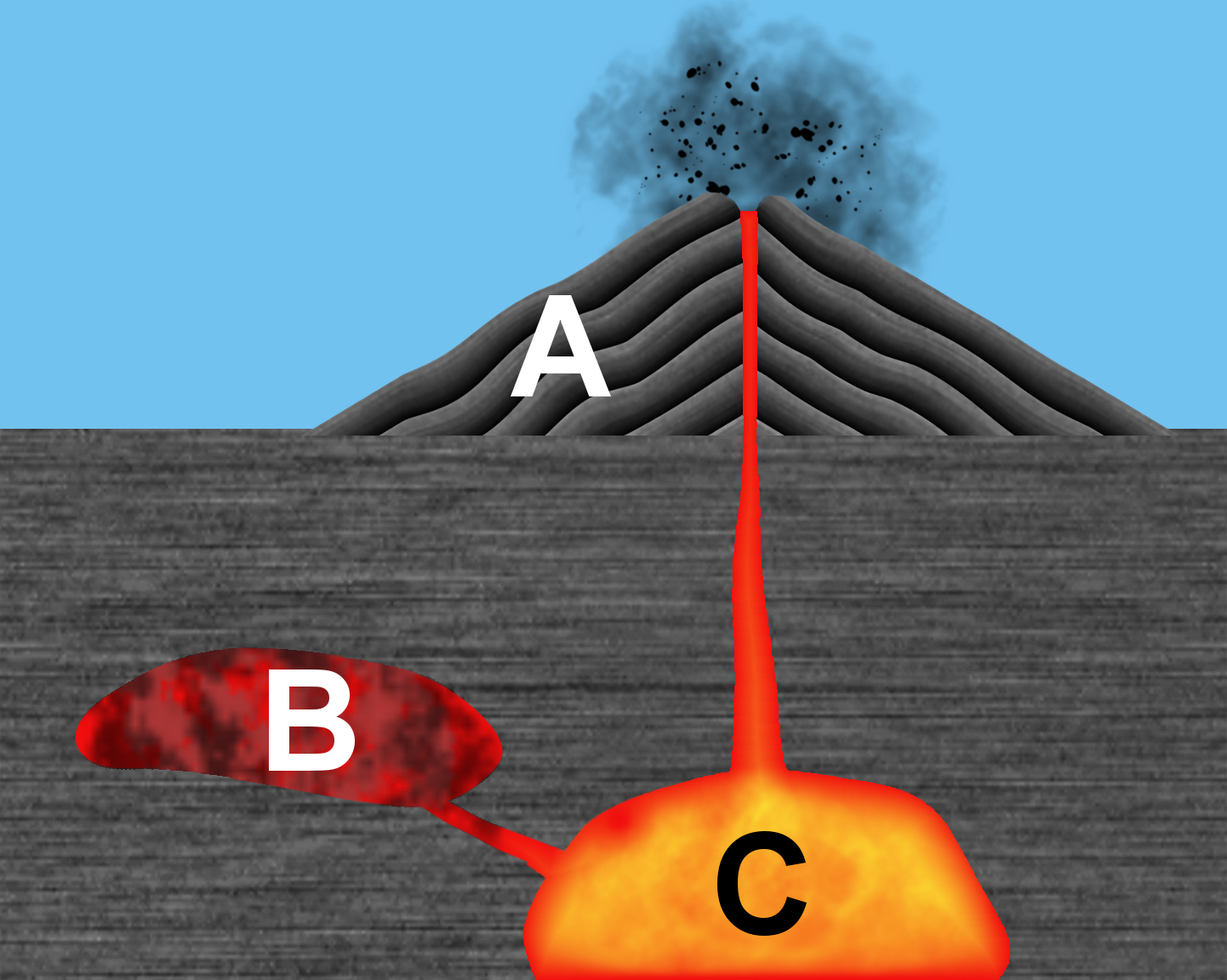
A: roques ígnies extrusives; B: roques ígnies intrusives; C: cambra magmàtica

## Tipus de roques ígnies

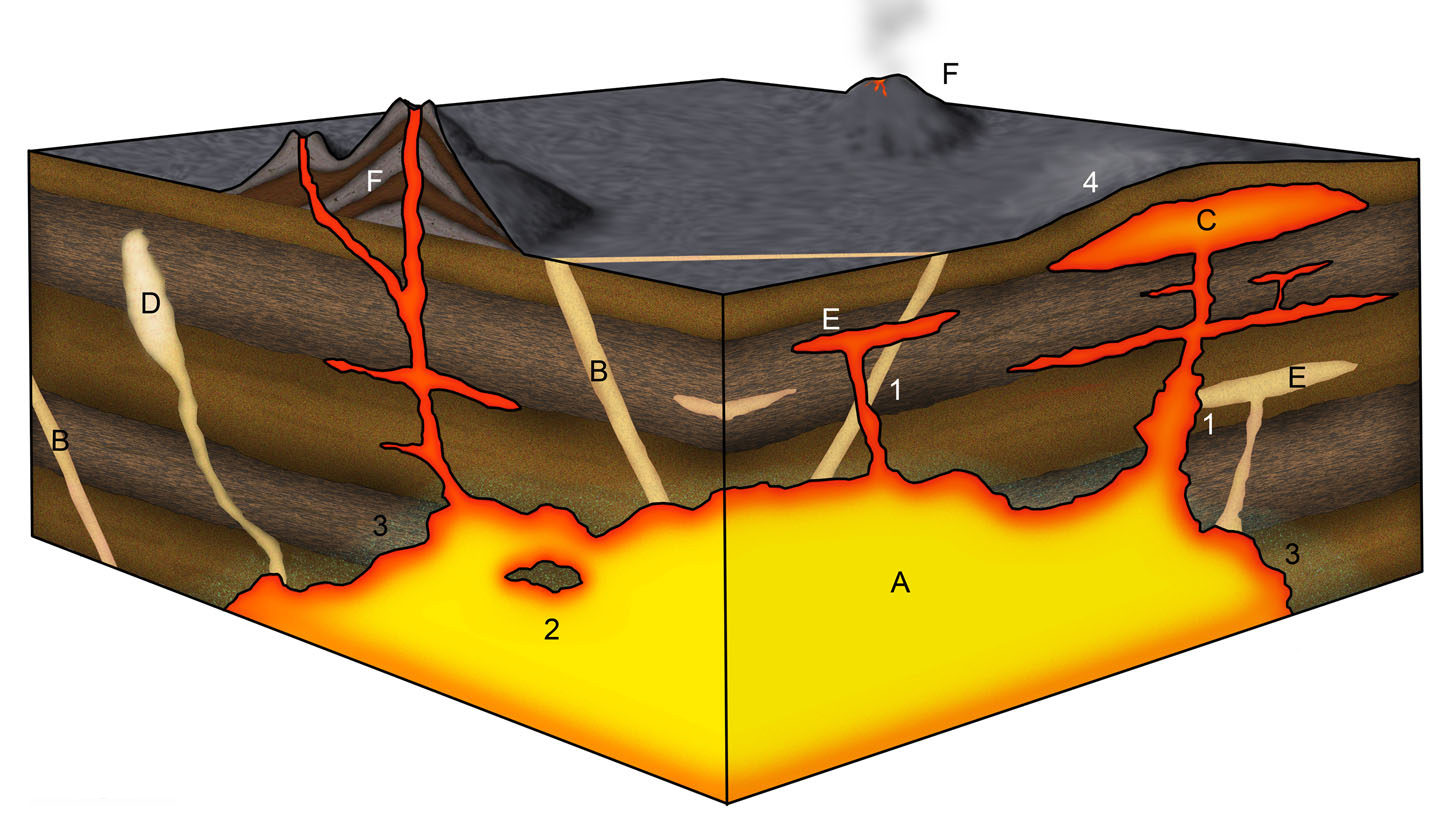
A = cambra de magma activa; B = dics magmàtics antics; C = laccolit emergent; D = pegmatita antiga; E = llims magmàtics antics i emergents F = estratovolcà; 1 = intrusió subvolcànica jove; 2 = xenòlit; 3 = metamorfisme de contacte; 4 = elevació a la superfície

Gràfic del contingut mineral (en percentatge), de diverses roques ígnies. La línia de punts de la figura representa un d'aquests valors, on aproximadament un 2% de quars, 6% de feldespat alcalí, 54% de feldespat de plagioclasa, 2% de piroxè, 21% d'amfíbol i 15% de mica suggereix una roca de composició intermèdia, ja sigui andesita o diorita. (segons la mida del cristall i altres factors).

La classificació genètica de les roques ígnies és fonamenta en la interpretació de les condicions en què es desenvolupà el procés de refredament i cristal·lització dels magmes: les que cristal·litzen a l'interior de l'escorça s'anomenen intrusives; si ho fan en cambres magmàtiques les roques resultants s'anomenen plutòniques i formen els batòlits, mentre que si s'emplacen en conductes tabulars, formant dics, s'anomenen hipabissals. Quan els magmes assoleixen la superfície de la Terra, es refreden i cristal·litzen en condicions subaèries o subaquàtiques, les roques que en resulten s'anomenen extrusives o volcàniques. Les classificacions de les roques ígnies es basen en la composició mineralògica, la composició química, el tipus de jaciment i la textura. Un dels criteris de classificació més senzills és el “grau d'acidesa”, basat en la quantitat de quars (SiO2): de major a menor proporció de quars es classifiquen com a àcides o intermediàries, i bàsiques o ultrabàsiques quan ja no tenen quars. La classificació mineralògica més utilitzada és basada en les proporcions de quars, minerals del grup dels feldespats (plagiòclasi i feldespat potàssic) i feldespatoides, i també el tipus de roca ígnia. Aquesta classificació és molt útil per a les roques plutòniques, ja que els minerals s'hi identifiquen fàcilment a ull nu, però per a les roques volcàniques, a causa de llur petita mida de gra, són necessàries les anàlisis geoquímiques.
Segons les condicions de refredament del magma es formen tres tipus de roques ígnies:
- Si el magma es refreda a l'interior de l'escorça lentament, es forma una roca plutònica[5] (intrusiva), com per exemple el granit.
- Si el magma es refreda ràpidament, a l'exterior de l'escorça es forma una roca volcànica[6] (extrusiva), per exemple la pumicita.
- Si el magma es refreda prop de la superfície, es forma una roca filoniana o hipabissal[7] (intrusiva), per exemple l'ofita.

Les roques ígnies componen, aproximadament, el noranta-cinc per cent de la part superior de l'escorça terrestre, però la seva gran abundància és ocultada a la superfície de la Terra per una capa relativament fina, però extensa, de roques sedimentàries i metamòrfiques.

## Tipus químic i geoquímic
La composició mineralògica, que es deriva de la composició química, es tradueix en el color. Les roques ígnies es poden classificar segons aquest tret; una roca és fèlsica (o leucocràtica) si hi predominen minerals clars com els feldespats o el quars (contenen silici i alumini); és màfica quan hi predominen minerals foscs, com les olivines i els piroxens (contenen ferro i magnesi).
Una altra classificació és la geoquímica, que es basa en el contingut en sílice (percentatge en pes); les roques àcides tenen més del 65% de SiO2, les intermèdies entre el 52% i el 65%, les bàsiques entre el 45% i el 52% i les ultrabàsiques menys del 45%. La classificació més utilitzada és la de Streckeisen (1966), de la International Union of Geosciences (IUGS), que estableix la correspondència entre roques plutòniques i volcàniques. Les divideix en dos grups fonamentals segons continguin quars (Q) o feldespatoides (F), que són minerals incompatibles en la cristal·lització d'un magma. També estableix la relació entre els feldespats alcalins (A) i les plagiòclasis (P). Cada roca és representada en un dels dos triangles (QAP o bé APF) en què es divideix el diagrama de Streckeisen (1978) segons les proporcions relatives dels minerals que la constitueixen.

## Classificació
Pàgina principal: Classificació de les roques ígnies
La classificació de les roques ígnies és un seguit de protocols, regles i procediments que permeten anomenar i classificar les roques amb un origen magmàtic segons la seva procedència, la velocitat de refredament, les textures que presenten i la seva composició mineralògica i/o química. Un dels principals problemes de classificar les roques ígnies és que no poden ser classificades seguint només un sistema; aquest problema va lligat a la gran heterogeneïtat d'aquest grup de roques: els paràmetres modals necessaris per a descriure una roca fèlsica composta de quars i feldespats, són molt diferents dels emprats per a classificar les roques ultramàfiques compostes per olivina i piroxens. Com a conseqüència, existeixen diverses classificacions que poden emprar-se per separat o simultàniament segons el tipus de roca que es vulgui classificar.

## Minerals ignis
Pàgina principal: Llista de roques ígnies

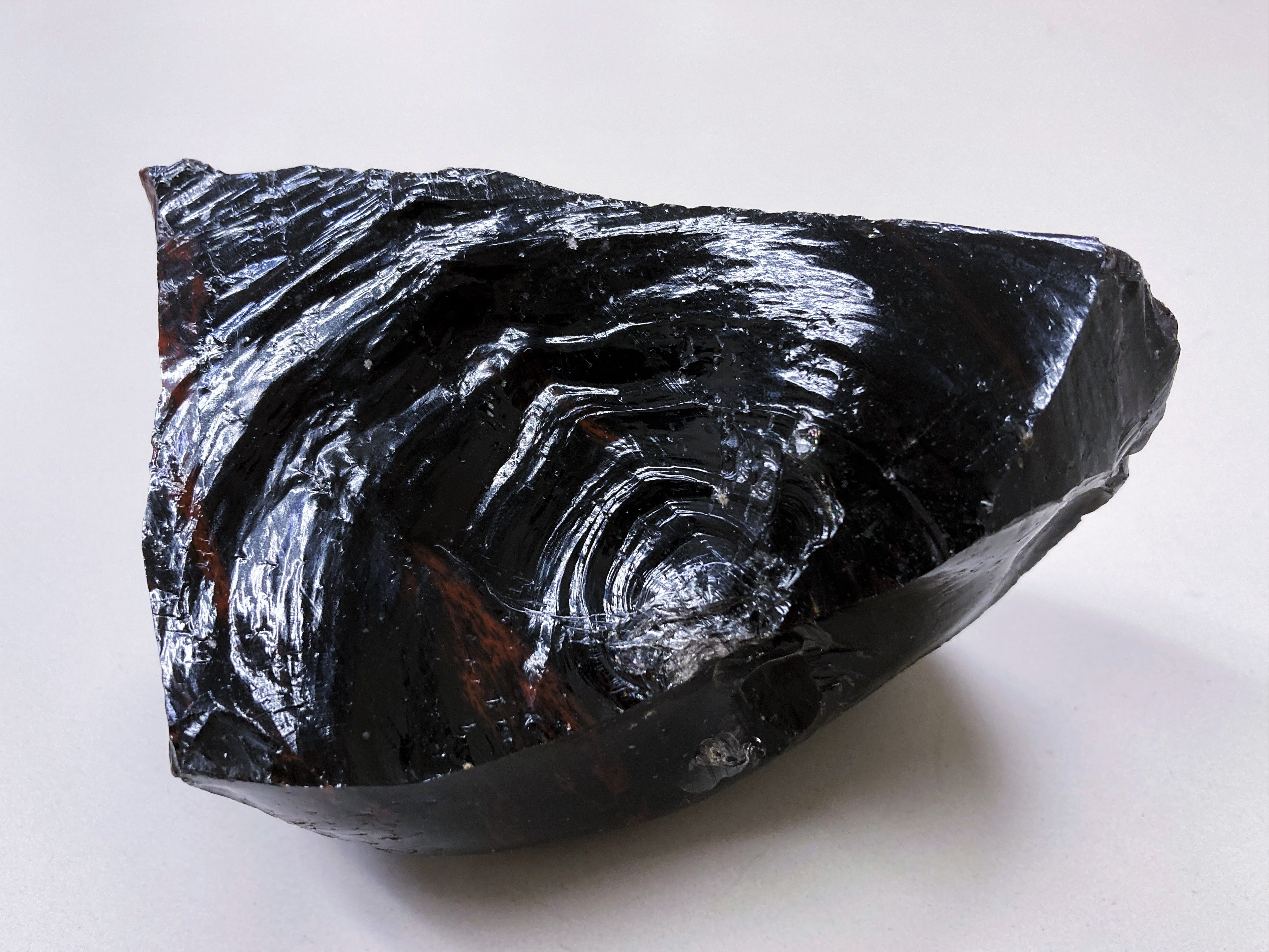
Obsidiana, roca ígnia vidriada amb fractura concoïdal. Redmond, Oregon

El granit i altres roques de la família del granit són les més esteses de les roques ígnies plutòniques més profundes que formen el component principal de l'escorça terrestre. És una roca de color clar i sovint té un aspecte gris, marró groguenc, blavós o vermellós. Això es deu a l'alt percentatge de components de color clar. Els minerals foscos mai superen el 20%. El mineral dominant de la roca és el feldespat alcalí que es presenta en grans cristalls. El granit pot aparèixer en grans formacions de roques, en blocs, dics i vetes.

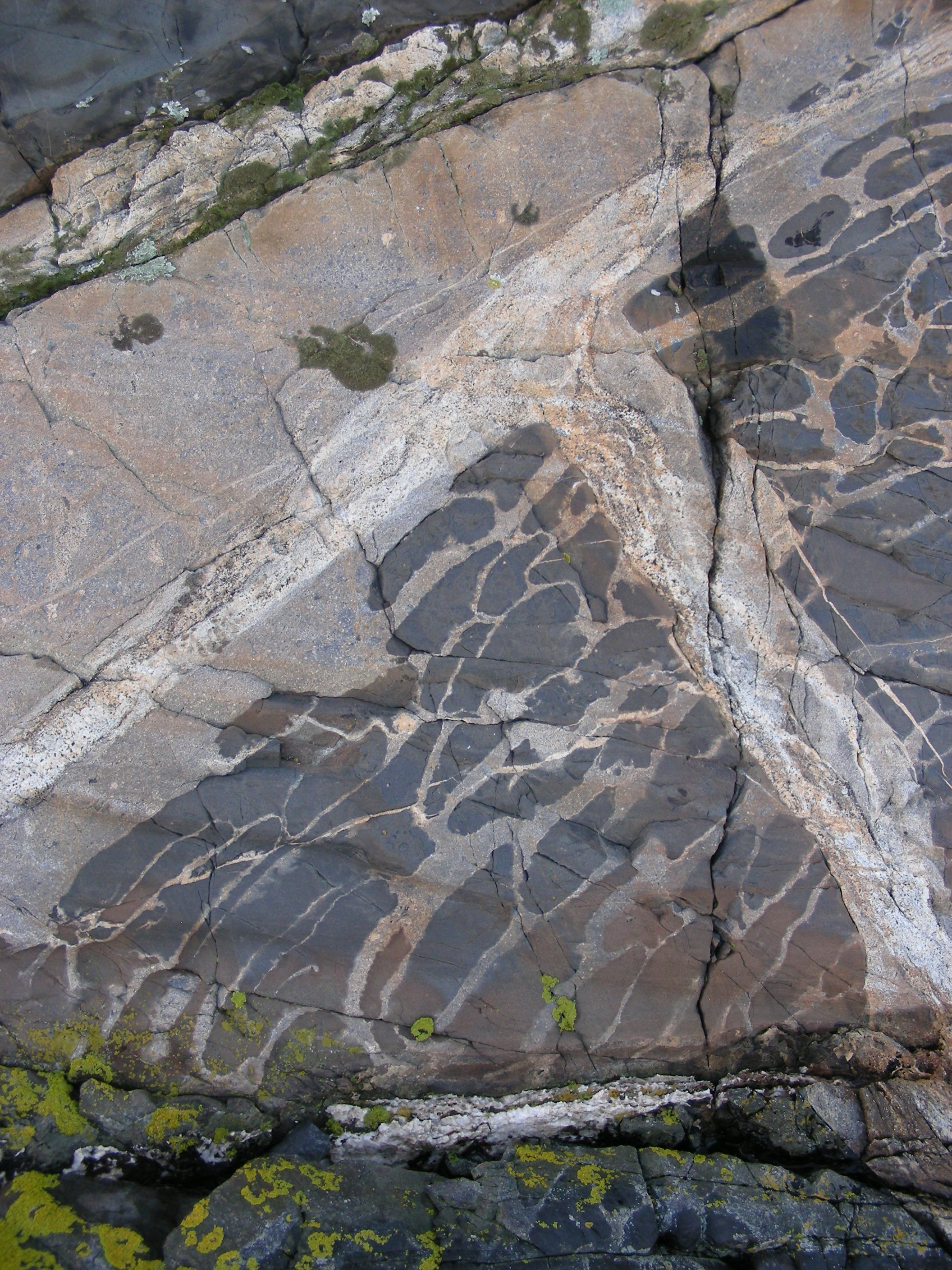
Roques ígnies d'edat precambriana (proterozoica) Les roques mostren estructures típiques de la mescla de dos magmes que es fonien alhora. Parc Nacional de Kosterhavet a l'illa Nordkoster, Suècia.

La diorita és una roca ígnia completament cristal·lina de gra fi a mitjà que no conté vidre ni espais buits. Es necessita un poliment fi i s'utilitza com a material ornamental. Les varietats més fosques contenen més hornblenda, augita o biotita. Algunes varietats alterades contenen clorit. Té un color de gris clar a fosc o verdós i textura: de gra mitjà a fi, amb cristalls entrellaçats, sovint porfírics, grans i dispersos. La diorita es troba en blocs i dics i també als marges de les intrusions granítiques.

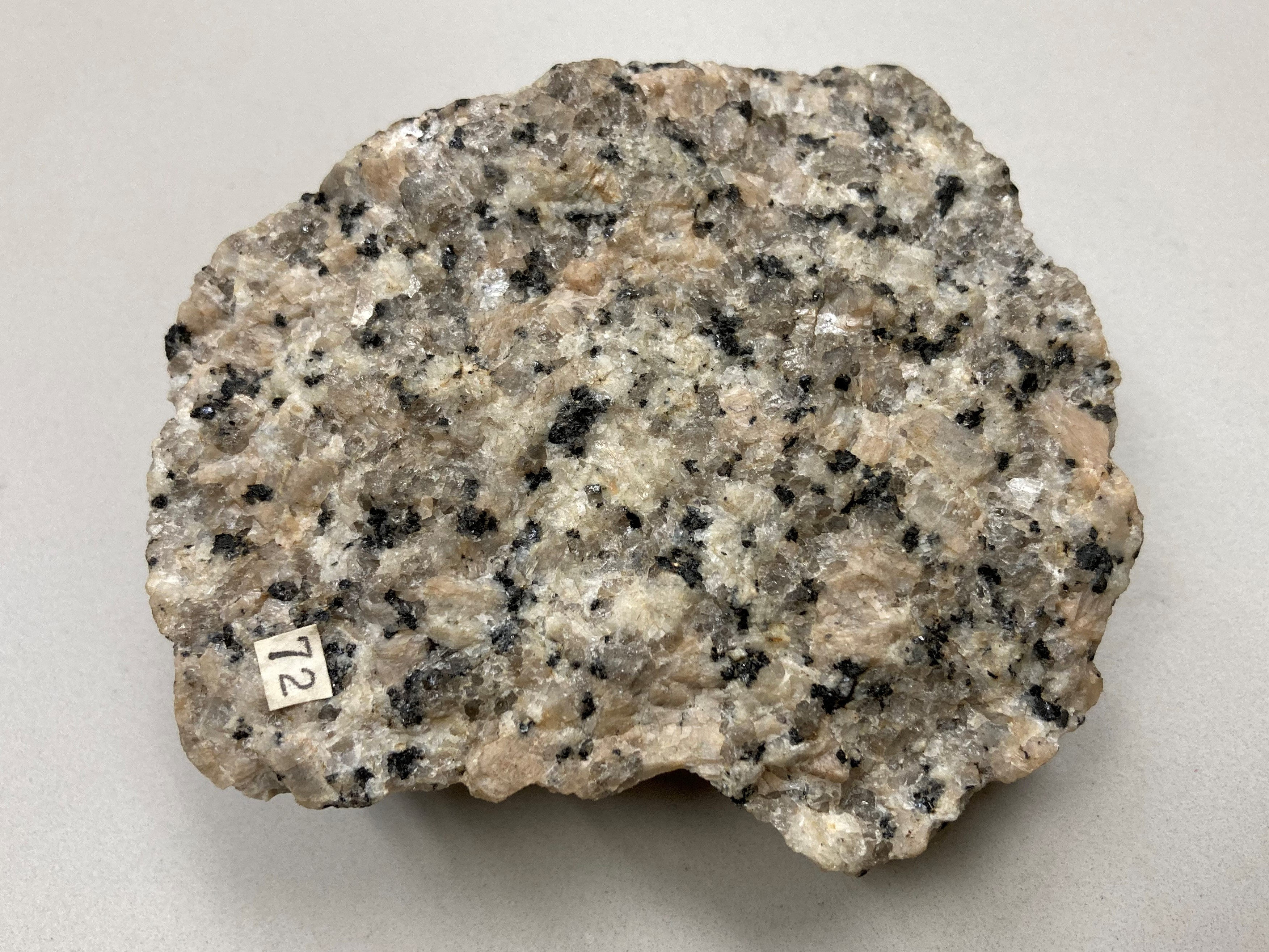
Roca ígnia, granit de biotita, amb textura fanerítica. St. Cloud, Minnesota.

El basalt és una de les roques més comunes a la superfície terrestre. És una roca ígnia negra de gra fi i rica en minerals de sílice, ferro i magnesi. De vegades és vidre. Representa un magma que es refreda ràpidament obtingut del mantell superior de la terra. Pot contenir cristalls grans i visibles d'olivina, piroxè o plagioclasa. El basalt és la roca volcànica més estesa. El magma basàltic fos és molt fluid i, per tant, pot formar grans colades de lava i també formar coixins. Quan la roca fosa es refreda lentament forma dolerita o gabre.

## Orígens
Segons com i on es refreda el magma, es distingeixen dos grans tipus de roques ígnies, les plutòniques o intrusives i les volcàniques o extrusives.
Les roques plutòniques o intrusives es formen a partir de magma solidificat en grans masses a l'interior de l'escorça terrestre. El magma, envoltat de roques preexistents (conegudes com a roques caixa), es refreda lentament, la qual cosa permet que els minerals formen cristalls grans, visibles a simple vista, per la qual cosa són roques de "gra gruixut". Tal és el cas del granit o el pòrfir.
Les intrusions magmàtiques a partir de les quals es formen les roques plutòniques es denominen plutons, com ara els batòlits, els lacòlits, els sills i els dics.
Les roques plutòniques només són visibles quan l'escorça puja i l'erosió elimina les roques que cobreixen la intrusió. Quan la massa de roques queda exposada s'anomena aflorament. El cor de les principals serralades està format per roques plutòniques que, quan afloren, poden recobrir enormes àrees de la superfície terrestre.

## Importància geològica
Les roques ígnies són geològicament importants perquè:
- Els seus minerals i la seva química global donen informació sobre la composició del mantell terrestre, del qual procedeix el magma que origina les roques ígnies, i de la temperatura i condicions de pressió regnants quan es va formar la roca, o de la roca preexistent que es va fondre.La pumicita (tosca), una roca volcànica formada d'una lava escumosa solidificada.

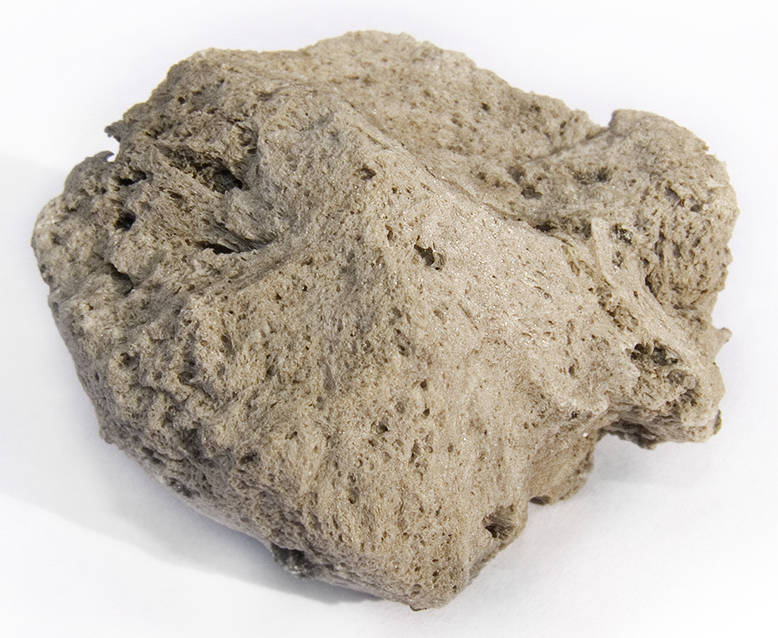
La pumicita (tosca), una roca volcànica formada d'una lava escumosa solidificada.

- Les seves edats absolutes es poden obtenir per diversos sistemes de datació radiomètrica, i així poden ser comparades amb els estrats geològics adjacents, permetent una seqüència de temps dels esdeveniments.
- Les seves característiques es corresponen usualment amb característiques d'un ambient tectònic específic, permetent reconstitucions d'esdeveniments tectònics (vegeu tectònica de plaques).
- En algunes circumstàncies especials, contenen importants dipòsits minerals, com tungstè, estany i urani, comunament associats a granits, crom i platí, comunament associats a gabres.